# Zygophylax adhaerens
Zygophylax adhaerens är en nässeldjursart som först beskrevs av John Fraser 1938.  Zygophylax adhaerens ingår i släktet Zygophylax och familjen Lafoeidae. Inga underarter finns listade i Catalogue of Life.